# Renault Mégane IV
La Renault Mégane IV è la quarta generazione della Renault Mégane, un'autovettura prodotta dal 2015 dalla casa automobilistica francese Renault.
Disponibile in tre varianti di carrozzeria: berlina 2 volumi, station wagon (la Sporter), e berlina 3 volumi (Grand Coupé). Dal 2020 quest'ultima non viene più importata in Italia.

## Profilo
La Mégane IV è stata presentata al Salone di Francoforte del 2015. La nuova generazione è stata progettata seguendo il nuovo stile di design della Renault, che ha avuto inizio con la Clio IV nel 2012. Il progetto è stato realizzato dall'attuale capo responsabile della Renault, il designer Laurens van den Acker. Alcune caratteristiche della media francese sono in comune con la gamma stilistica della Renault Talisman del 2015, come le luci diurne a LED a forma di C e i fari anteriori dalla forma allungata che corrono quasi verso l'intera fiancata. Essi evidenziano anche la linea laterale molto sagomata e scolpita che corre lungo tutto il cofano e le portiere. La compatta francese utilizza la piattaforma modulare CMF-C/D della Renault-Nissan, su cui si basano le Kadjar, Espace V e Talisman.

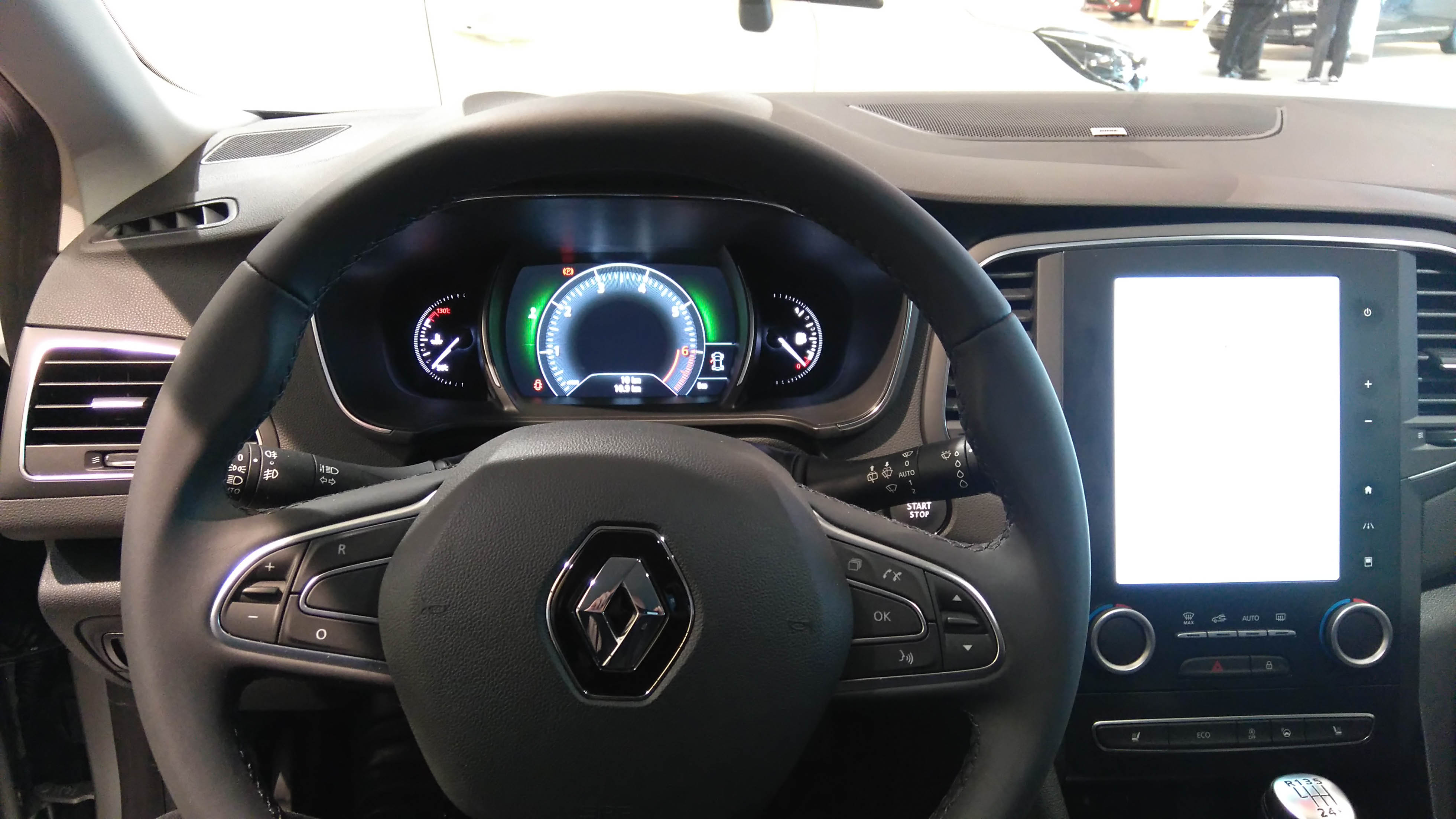
Interno di una Renault Megane IV

La Mégane è prodotta nello stabilimento Renault a Villamuriel de Cerrato a Palencia, in Spagna. È disponibile solo con il corpo vettura a berlina 2 volumi compatta a cinque porte, che verrà seguita dalla versione familiare. La variante con il corpo vettura a tre porte (Mégane Coupé) e cabriolet (Mégane CC) non verranno prodotte in questa generazione. In compenso viene realizzata una versione a 4 porte (Mégan Grand Coupé).
Per quel che concerne la sicurezza, la Mégane IV nel 2015 ha ottenuto cinque stelle nei crash test EuroNCAP (88% protezione adulti, 87% per bambini, e 71% per i pedoni). Di serie ha sei airbag (anteriori, laterali anteriori e a tendina), ABS, ESC, sistemi di fissaggio per i seggiolini per bambini Isofix, il controllo della pressione degli pneumatici e il limitatore di velocità. Inoltre, a seconda delle versioni, è possibile equipaggiare il regolatore adattativo della velocità, la frenata di emergenza, l'avviso e l'allarme di cambiamento involontario di corsia, l'avviso e riconoscimento dei segnali stradali e il rilevatore del punto cieco.
Per quanto riguarda la dotazione, la Mégane include in opzione l'assistente di parcheggio con telecamera di retromarcia, fari anteriori completamente a LED, head up display, display a colori personalizzabile nel quadro strumenti, il sistema di intrattenimento con touch screen da 7 o 8,9 pollici, il freno di stazionamento elettrico, le modalità di guida variabili e i sedili anteriori riscaldabili con possibilità di massaggio.

### Tecnica
La Mégane di quarta generazione è più grande e più bassa rispetto al modello precedente. Le sospensioni sono delle classiche McPherson nella parte anteriore e una barra di torsione sul retrotreno. I freni sono a disco su entrambi gli assi. Il guidatore può scegliere tra le cinque modalità di guida che cambiano il set-up meccanico ed elettronico della vettura. È disponibile con nove motori (quattro a benzina e cinque diesel), con potenze tra 89 CV (65 kW) e 205 CV (151 kW).

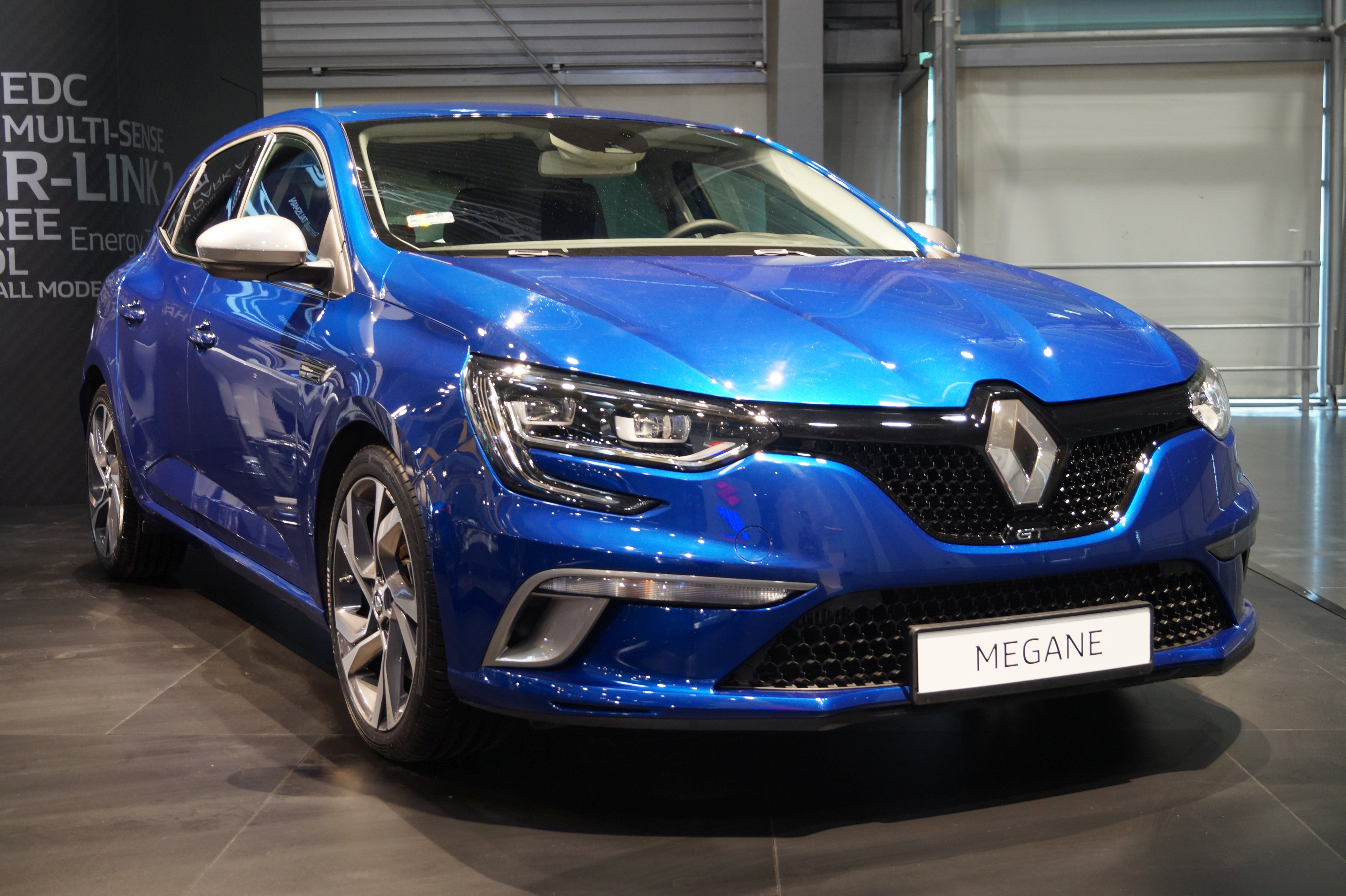
Renault Mégane GT

## Evoluzione

### Mégane GT
Una versione sportiva denominata Mégane GT è stata sviluppata dal reparto Renault Sport: si tratta della versione intermedia tra la più sportiva RS e le altre varianti. È disponibile con un motore a benzina 1.6 TCe 205 CV e un diesel 1.6 dCi 165 CV. Entrambi i motori sono associati a un cambio automatico doppia frizione EDC con palette in alluminio al volante.
La Mégane GT ha un pacchetto aerodinamico per la carrozzeria specifico (paraurti sagomati, griglia anteriore a nido d'ape, tubi di scarico a due uscite, gusci degli specchietti in metallo, cerchi specifici), un interno con un volante sportivo con la corona tagliata in basso, pedaliera in alluminio, sedili sportivi con poggiatesta integrato con tappezzeria Alcantara e un blu come unico colore per la carrozzeria.

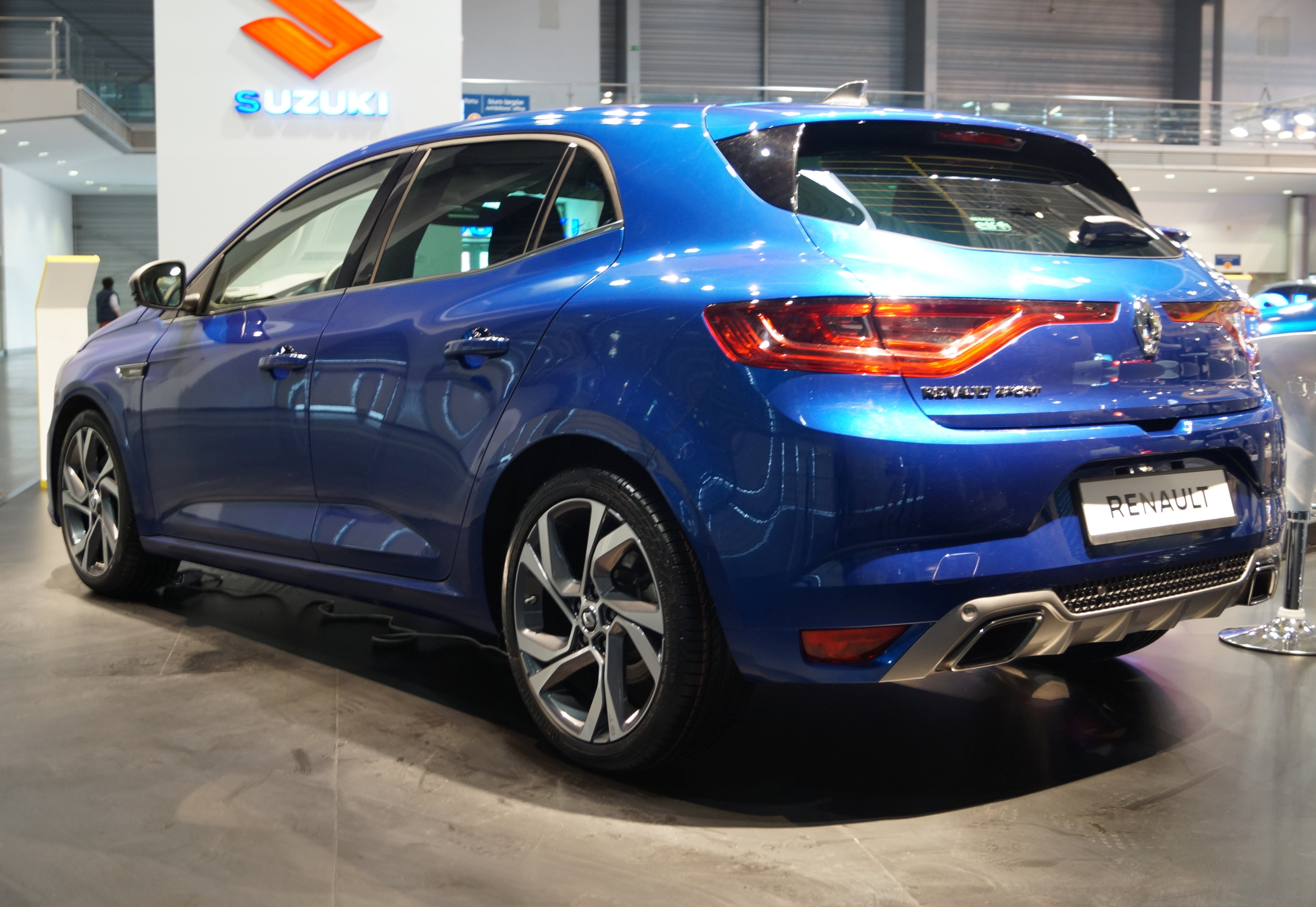
Renault Mégane GT, vista posteriore

Ha una taratura delle sospensioni più rigida e sportiva e aggiunge il sistema di sterzata sulle quattro ruote chiamato 4Control visto su altre Renault, che aumenta l'agilità e la stabilità in curva. Il cambio ha due funzioni specifiche: una per scalare rapidamente le diverse marce in una sola volta e il launch control per le partenze più veloci da fermo.
Il pacchetto estetico (paraurti e diffusore) e sedili GT, senza presentare modifiche sotto il punto di vista della meccanica, può essere associato anche ad altri motori con il pacchetto GT Line.

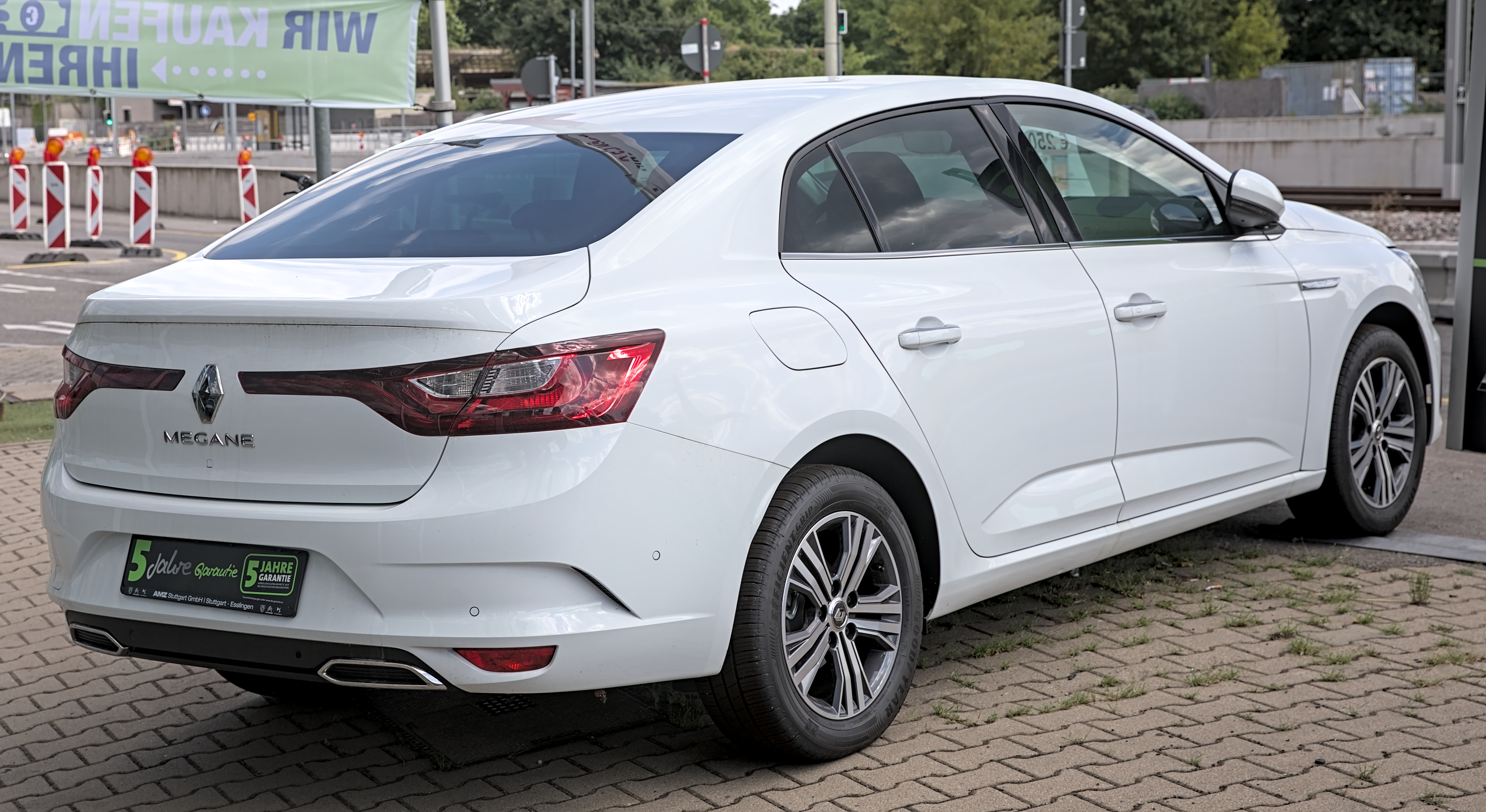
Renault Mégane Sedan, vista posteriore

### Mégane GrandCoupé/Sedan
La versione tre volumi della Renault Mégane IV ha debuttato a luglio 2016. Rispetto alla Fluence che sostituisce, offre maggiore abitabilità nei sedili posteriori e il volume del bagagliaio è di 508 litri. È stara prodotta in Turchia da Oyak-Renault e viene commercializzato in Medio Oriente, Africa, Australia, Paesi dell'Europa orientale e alcuni Paesi dell'Europa occidentale e centrale come Italia, Polonia, Serbia, Romania. A seconda del mercato in cui viene esportata, si chiama Mégane Sedan o Mégane GrandCoupe 
A seconda del mercato, viene offerto con due motori a benzina: SCe 115 e TCe 130; e diesel da dCi 90, dCi 110 e dCi 130. Il restyling è arrivato nel febbraio 2021. Riceve in questa occasione un nuovo 1.0 TCe 115.
Nel 2022, la produzione di questa variante verrà trasferita dallo stabilimento di Oyak-Renault a Karsan. 

### Mégane RS

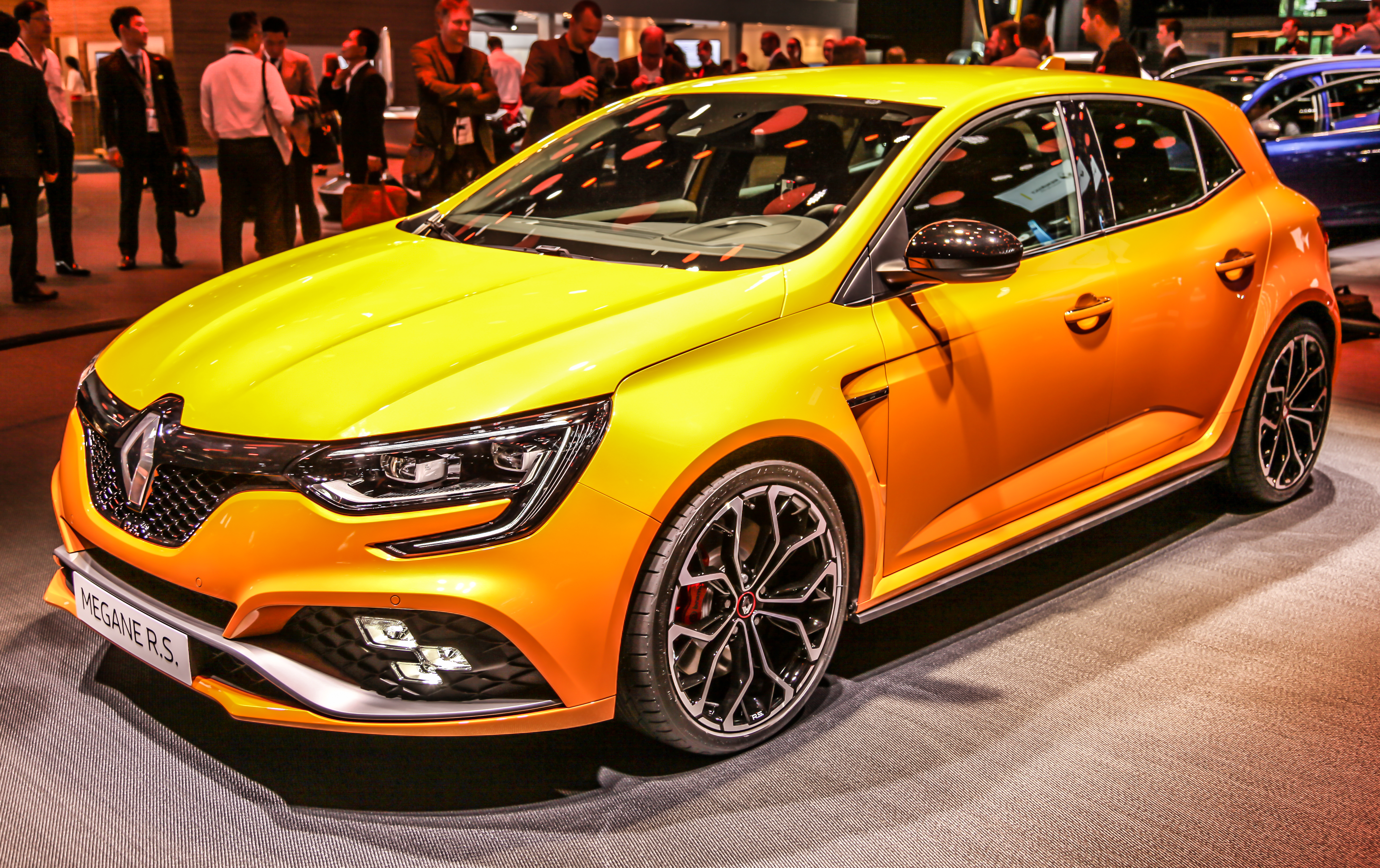
Mégane RS

Presentata al Salone di Francoforte nel settembre 2017, è alimentata da un motore a benzina turbocompresso da 1,8 litri con 206 kW (280 CV), ripreso dalla Alpine A110 presentata al Salone di Ginevra 2017, ma modificato in alcune componenti per erogare maggiore potenza e per essere installato nel cofano anteriore. 
A settembre 2018, viene introdotta la RS Trophy, caratterizzata da varie migliore meccaniche e all'assetto, nonché da un motore potenziato. Il 5 aprile 2019 esordisce la RS Trophy-R, allestimento dedicato all'utilizzo in pista (motore potenziato a 300 CV e con un risparmio di 130 kg rispetto alla RS Trophy) limitato a 500 esemplari.

### Restyling 2020
Nel febbraio 2020 Renault ha annunciato un leggero restyling della Mégane IV, caratterizzato da una versione ibrida plug-in e da alcune modifiche estetiche agli esterni e nell'abitacolo.